# Kolonia akademicka
Kolonia akademicka – określenie szkoły średniej w okresie I Rzeczypospolitej. Kolonie akademickie to szkoły założone, według Dubieckiego, przez uczelnie wyższe, przede wszystkim – Akademię Krakowską, także Akademię Zamojską. Według Michalik termin ten może też odnosić się do szkół elementarnych, zakładanych także z inicjatywy rad miejskich, władz kościelnych lub innych fundatorów, i szkół miejskich, które utożsamia ona z terminem „szkoły farne”. Jako że nauczali w tych szkołach przede wszystkim absolwenci Akademii Krakowskiej, fakt ten wpłynął w znaczącym stopniu nad ich zależność od tej akademii.
Kolonie akademickie można odróżnić od szkół różnowierczych (dysydenckich), i zakonnych, wśród których najbardziej znaczącymi były kolegia jezuickie.
Kolonie akademickie kształciły dzieci mieszczaństwa i plebsu. Szlachta często nimi pogardzała, popularne było kształcenie dzieci w domu i wysyłanie ich za granicę.
W XVI w. było ok. czterdziestu kolonii. Do najznaczniejszych należały: Szkoła Lubrańskiego (Akademia Lubrańskiego) w Poznaniu i Szkoła Nowodworska (Władysławsko-Nowodworska) w Krakowie, obydwie pod zarządem Akademii Krakowskiej. Do sławniejszych w całej Rzeczypospolitej kolonii krakowskich, należała też w latach 1756-1779 Akademia Chełmińska.
W drugiej połowie XVII wieku zamknięto też wiele szkół różnowierczych, m.in. sławne szkoły w Rakowie (w tym zamknięta została Akademia Rakowska). Wiele kolonii w połowie XVII wieku dostało się pod zarząd jezuitów, którzy przekształcili je na swoje kolegia.